# Grand Prix de Patinação Artística no Gelo de 2009–10
O Grand Prix de Patinação Artística no Gelo de 2009–10 foi a décima quinta temporada do Grand Prix ISU, uma série de competições de patinação artística no gelo disputada na temporada 2009–10. São distribuídas medalhas em quatro disciplinas, individual masculino e individual feminino, duplas e dança no gelo. Os patinadores ganham pontos com base na sua posição em cada evento e os seis primeiros de cada disciplina são qualificados para competir na final do Grand Prix, realizada em Tóquio, Japão.
A competição foi organizada pela União Internacional de Patinação (em inglês:  International Skating Union), a série Grand Prix começou em 15 de outubro e continuaram até 6 dezembro de 2009.

## Calendário
| #     | Evento                             | Localização                     | Data                        |
| ----- | ---------------------------------- | ------------------------------- | --------------------------- |
| 1     | Trophée Éric Bompard de 2009       | Paris, França                   | 15–18 de outubro            |
| 2     | Rostelecom Cup de 2009             | Moscou, Rússia                  | 22–25 de outubro            |
| 3     | Cup of China de 2009               | Pequim, China                   | 29 de outubro–1 de novembro |
| 4     | NHK Trophy de 2009                 | Nagano, Japão                   | 5–8 de novembro             |
| 5     | Skate America de 2009              | Lake Placid, NY, Estados Unidos | 12–15 de novembro           |
| 6     | Skate Canada International de 2009 | Kitchener, ON, Canadá           | 19–22 de novembro           |
| Final | Final do Grand Prix de 2009–10     | Tóquio, Japão                   | 3–6 de dezembro             |

## Medalhistas

### Trophée Éric Bompard
| Evento                        | Ouro                                      | Prata                                       | Bronze                                       | Ref   |
| Individual masculino detalhes | Nobunari Oda · Japão                      | Tomáš Verner · República Tcheca             | Adam Rippon · Estados Unidos                 | [ 1 ] |
| Individual feminino detalhes  | Kim Yu-Na · Coreia do Sul                 | Mao Asada · Japão                           | Yukari Nakano · Japão                        | [ 2 ] |
| Duplas detalhes               | Maria Mukhortova · Maxim Trankov · Rússia | Jessica Dubé · Bryce Davison · Canadá       | Aliona Savchenko · Robin Szolkowy · Alemanha | [ 3 ] |
| Dança no gelo detalhes        | Tessa Virtue · Scott Moir · Canadá        | Nathalie Péchalat · Fabian Bourzat · França | Sinead Kerr · John Kerr · Reino Unido        | [ 4 ] |

### Rostelecom Cup
| Evento                        | Ouro                                         | Prata                                      | Bronze                                               | Ref   |
| Individual masculino detalhes | Evgeni Plushenko · Rússia                    | Takahiko Kozuka · Japão                    | Artem Borodulin · Rússia                             | [ 5 ] |
| Individual feminino detalhes  | Miki Ando · Japão                            | Ashley Wagner · Estados Unidos             | Alena Leonova · Rússia                               | [ 6 ] |
| Duplas detalhes               | Pang Qing · Tong Jian · China                | Yuko Kavaguti · Alexander Smirnov · Rússia | Keauna McLaughlin · Rockne Brubaker · Estados Unidos | [ 7 ] |
| Dança no gelo detalhes        | Meryl Davis · Charlie White · Estados Unidos | Anna Cappellini · Luca Lanotte · Itália    | Ekaterina Rubleva · Ivan Shefer · Rússia             | [ 8 ] |

### Cup of China
| Evento                        | Ouro                                             | Prata                                     | Bronze                                           | Ref    |
| Individual masculino detalhes | Nobunari Oda · Japão                             | Evan Lysacek · Estados Unidos             | Sergei Voronov · Rússia                          | [ 9 ]  |
| Individual feminino detalhes  | Akiko Suzuki · Japão                             | Kiira Korpi · Finlândia                   | Joannie Rochette · Canadá                        | [ 10 ] |
| Duplas detalhes               | Shen Xue · Zhao Hongbo · China                   | Zhang Dan · Zhang Hao · China             | Tatiana Volosozhar · Stanislav Morozov · Ucrânia | [ 11 ] |
| Dança no gelo detalhes        | Tanith Belbin · Benjamin Agosto · Estados Unidos | Jana Khokhlova · Sergei Novitski · Rússia | Federica Faiella · Massimo Scali · Itália        | [ 12 ] |

### NHK Trophy
| Evento                        | Ouro                                         | Prata                                      | Bronze                                     | Ref    |
| Individual masculino detalhes | Brian Joubert · França                       | Johnny Weir · Estados Unidos               | Michal Březina · República Tcheca          | [ 13 ] |
| Individual feminino detalhes  | Miki Ando · Japão                            | Alena Leonova · Rússia                     | Ashley Wagner · Estados Unidos             | [ 14 ] |
| Duplas detalhes               | Pang Qing · Tong Jian · China                | Yuko Kavaguti · Alexander Smirnov · Rússia | Rena Inoue · John Baldwin · Estados Unidos | [ 15 ] |
| Dança no gelo detalhes        | Meryl Davis · Charlie White · Estados Unidos | Sinead Kerr · John Kerr · Reino Unido      | Vanessa Crone · Paul Poirier · Canadá      | [ 16 ] |

### Skate America
| Evento                        | Ouro                                             | Prata                                            | Bronze                                       | Ref    |
| Individual masculino detalhes | Evan Lysacek · Estados Unidos                    | Shawn Sawyer · Canadá                            | Ryan Bradley · Estados Unidos                | [ 17 ] |
| Individual feminino detalhes  | Kim Yu-Na · Coreia do Sul                        | Rachael Flatt · Estados Unidos                   | Júlia Sebestyén · Hungria                    | [ 18 ] |
| Duplas detalhes               | Shen Xue · Zhao Hongbo · China                   | Tatiana Volosozhar · Stanislav Morozov · Ucrânia | Zhang Dan · Zhang Hao · China                | [ 19 ] |
| Dança no gelo detalhes        | Tanith Belbin · Benjamin Agosto · Estados Unidos | Anna Cappellini · Luca Lanotte · Itália          | Alexandra Zaretski · Roman Zaretski · Israel | [ 20 ] |

### Skate Canada International
| Evento                        | Ouro                                         | Prata                                       | Bronze                                | Ref    |
| Individual masculino detalhes | Jeremy Abbott · Estados Unidos               | Daisuke Takahashi · Japão                   | Alban Préaubert · França              | [ 21 ] |
| Individual feminino detalhes  | Joannie Rochette · Canadá                    | Alissa Czisny · Estados Unidos              | Laura Lepistö · Finlândia             | [ 22 ] |
| Duplas detalhes               | Aliona Savchenko · Robin Szolkowy · Alemanha | Maria Mukhortova · Maxim Trankov · Rússia   | Jessica Dubé · Bryce Davison · Canadá | [ 23 ] |
| Dança no gelo detalhes        | Tessa Virtue · Scott Moir · Canadá           | Nathalie Péchalat · Fabian Bourzat · França | Kaitlyn Weaver · Andrew Poje · Canadá | [ 24 ] |

### Final do Grand Prix
| Evento                        | Ouro                                         | Prata                              | Bronze                                       | Ref    |
| Individual masculino detalhes | Evan Lysacek · Estados Unidos                | Nobunari Oda · Japão               | Johnny Weir · Estados Unidos                 | [ 25 ] |
| Individual feminino detalhes  | Kim Yu-Na · Coreia do Sul                    | Miki Ando · Japão                  | Akiko Suzuki · Japão                         | [ 26 ] |
| Duplas detalhes               | Shen Xue · Zhao Hongbo · China               | Pang Qing · Tong Jian · China      | Aliona Savchenko · Robin Szolkowy · Alemanha | [ 27 ] |
| Dança no gelo detalhes        | Meryl Davis · Charlie White · Estados Unidos | Tessa Virtue · Scott Moir · Canadá | Nathalie Péchalat · Fabian Bourzat · França  | [ 28 ] |

## Qualificação
|  | Patinadores qualificados para a Final do Grand Prix |
|  | Substitutos                                         |

### Individual masculino
| Classificação | Classificação        | Classificação    | Classificação | Classificação | Classificação | Classificação | Classificação | Classificação | Classificação |
| Pos.          | Nome                 | Nacionalidade    | FRA           | RUS           | CHN           | JPN           | USA           | CAN           | Total         |
| ------------- | -------------------- | ---------------- | ------------- | ------------- | ------------- | ------------- | ------------- | ------------- | ------------- |
| 1             | Nobunari Oda         | Japão            | 15            | –             | 15            | –             | –             | –             | 30            |
| 2             | Evan Lysacek         | Estados Unidos   | –             | –             | 13            | –             | 15            | –             | 28            |
| 3             | Brian Joubert        | França           | 9             | –             | –             | 15            | –             | –             | 24            |
| 4             | Jeremy Abbott        | Estados Unidos   | –             | –             | –             | 7             | –             | 15            | 22            |
| 5             | Daisuke Takahashi    | Japão            | –             | –             | –             | 9             | –             | 13            | 22            |
| 6             | Johnny Weir          | Estados Unidos   | –             | 9             | –             | 13            | –             | –             | 22            |
| 7             | Tomáš Verner         | República Tcheca | 13            | –             | –             | –             | 7             | –             | 20            |
| 8             | Michal Březina       | República Tcheca | –             | –             | –             | 11            | –             | 9             | 20            |
| 9             | Takahiko Kozuka      | Japão            | –             | 13            | –             | 4             | –             | –             | 17            |
| 10            | Shawn Sawyer         | Canadá           | –             | 3             | –             | –             | 13            | –             | 16            |
| 11            | Sergei Voronov       | Rússia           | 5             | –             | 11            | –             | –             | –             | 16            |
| 12            | Adam Rippon          | Estados Unidos   | 11            | –             | –             | 5             | –             | –             | 16            |
| 13            | Samuel Contesti      | Itália           | –             | –             | 9             | –             | –             | 7             | 16            |
| 14            | Evgeni Plushenko     | Rússia           | –             | 15            | –             | –             | –             | –             | 15            |
| 15            | Alban Preaubert      | França           | 4             | –             | –             | –             | –             | 11            | 15            |
| 16            | Artem Borodulin      | Rússia           | –             | 11            | –             | 3             | –             | –             | 14            |
| 17            | Yannick Ponsero      | França           | 7             | –             | 7             | –             | –             | –             | 14            |
| 18            | Ryan Bradley         | Estados Unidos   | 0             | –             | –             | –             | 11            | –             | 11            |
| 19            | Florent Amodio       | França           | –             | 0             | –             | –             | 9             | –             | 9             |
| 20            | Adrian Schultheiss   | Suécia           | –             | 5             | –             | –             | 4             | –             | 9             |
| 21            | Stephen Carriere     | Estados Unidos   | –             | –             | 5             | –             | –             | 3             | 8             |
| 22            | Kevin Reynolds       | Canadá           | –             | –             | 3             | –             | 5             | –             | 8             |
| 23            | Kevin van der Perren | Bélgica          | –             | 7             | –             | –             | –             | 0             | 7             |
| 24            | Yang Chao            | China            | 3             | –             | 4             | –             | –             | –             | 7             |
| 25            | Brandon Mroz         | Estados Unidos   | –             | 4             | –             | –             | 3             | –             | 7             |
| 26            | Patrick Chan         | Canadá           | –             | –             | –             | –             | –             | 5             | 5             |
| 27            | Denis Ten            | Cazaquistão      | –             | –             | 0             | –             | –             | 4             | 4             |
| 28            | Armin Mahbanoozadeh  | Estados Unidos   | –             | –             | 0             | –             | –             | 0             | 0             |
| 29            | Guan Jinlin          | China            | –             | –             | 0             | –             | –             | –             | 0             |
| 30            | Daisuke Murakami     | Japão            | –             | –             | –             | 0             | –             | –             | 0             |
| 31            | Yasuharu Nanri       | Japão            | –             | –             | –             | –             | 0             | –             | 0             |
| 32            | Jeremy Ten           | Canadá           | –             | –             | –             | 0             | –             | 0             | 0             |
| 33            | Peter Liebers        | Alemanha         | 0             | –             | –             | –             | –             | –             | 0             |
| 34            | Joey Russell         | Canadá           | –             | –             | –             | –             | –             | 0             | 0             |
| 35            | Andrei Lutai         | Rússia           | –             | –             | –             | –             | 0             | –             | 0             |
| 36            | Ivan Tretiakov       | Rússia           | –             | 0             | –             | –             | –             | –             | 0             |
| 37            | Vaughn Chipeur       | Canadá           | 0             | –             | –             | 0             | –             | –             | 0             |
| 38            | Javier Fernández     | Espanha          | 0             | –             | –             | –             | –             | –             | 0             |
| 39            | Wu Jialiang          | China            | –             | –             | –             | –             | 0             | –             | 0             |
| 40            | Ari-pekka Nurmenkari | Finlândia        | –             | 0             | –             | –             | –             | –             | 0             |
| 41            | Kristoffer Berntsson | Suécia           | –             | –             | –             | 0             | –             | –             | 0             |
| 42            | Xu Ming              | China            | –             | –             | 0             | –             | –             | –             | 0             |
| 43            | Igor Macypura        | Eslováquia       | –             | –             | –             | –             | 0             | –             | 0             |

### Individual feminino
| Classificação | Classificação           | Classificação  | Classificação | Classificação | Classificação | Classificação | Classificação | Classificação | Classificação |
| Pos.          | Nome                    | Nacionalidade  | FRA           | RUS           | CHN           | JPN           | USA           | CAN           | Total         |
| ------------- | ----------------------- | -------------- | ------------- | ------------- | ------------- | ------------- | ------------- | ------------- | ------------- |
| 1             | Kim Yuna                | Coreia do Sul  | 15            | –             | –             | –             | 15            | –             | 30            |
| 2             | Miki Ando               | Japão          | –             | 15            | –             | 15            | –             | –             | 30            |
| 3             | Joannie Rochette        | Canadá         | –             | –             | 11            | –             | –             | 15            | 26            |
| 4             | Alena Leonova           | Rússia         | –             | 11            | –             | 13            | –             | –             | 24            |
| 5             | Ashley Wagner           | Estados Unidos | –             | 13            | –             | 11            | –             | –             | 24            |
| 6             | Akiko Suzuki            | Japão          | –             | –             | 15            | –             | –             | 7             | 22            |
| 7             | Rachael Flatt           | Estados Unidos | –             | –             | 9             | –             | 13            | –             | 22            |
| 8             | Alissa Czisny           | Estados Unidos | –             | 9             | –             | –             | –             | 13            | 22            |
| 9             | Mao Asada               | Japão          | 13            | 7             | –             | –             | –             | –             | 20            |
| 10            | Yukari Nakano           | Japão          | 11            | –             | –             | 9             | –             | –             | 20            |
| 11            | Laura Lepistö           | Finlândia      | –             | –             | –             | 7             | –             | 11            | 18            |
| 12            | Kiira Korpi             | Finlândia      | 3             | –             | 13            | –             | –             | –             | 16            |
| 13            | Júlia Sebestyén         | Hungria        | –             | 5             | –             | –             | 11            | –             | 16            |
| 14            | Mirai Nagasu            | Estados Unidos | –             | –             | 7             | –             | –             | 9             | 16            |
| 15            | Fumie Suguri            | Japão          | –             | –             | 4             | –             | 9             | –             | 13            |
| 16            | Caroline Zhang          | Estados Unidos | 9             | –             | –             | –             | –             | 3             | 12            |
| 17            | Carolina Kostner        | Itália         | 5             | –             | 5             | –             | –             | –             | 10            |
| 18            | Elene Gedevanishvili    | Geórgia        | 4             | –             | –             | –             | 5             | –             | 9             |
| 19            | Amelie Lacoste          | Canadá         | –             | 4             | –             | –             | –             | 5             | 9             |
| 20            | Cynthia Phaneuf         | Canadá         | –             | –             | –             | 5             | –             | 4             | 9             |
| 21            | Alexe Gilles            | Estados Unidos | 7             | –             | –             | –             | 0             | –             | 7             |
| 22            | Jelena Glebova          | Estônia        | –             | –             | –             | –             | 7             | –             | 7             |
| 23            | Liu Yan                 | China          | –             | –             | 0             | 4             | –             | –             | 4             |
| 24            | Emily Hughes            | Estados Unidos | –             | –             | –             | –             | 4             | –             | 4             |
| 25            | Jenna Mccorkell         | Reino Unido    | –             | 3             | –             | –             | –             | 0             | 3             |
| 26            | Sarah Hecken            | Alemanha       | –             | –             | –             | –             | 3             | 0             | 3             |
| 27            | Annette Dytrt           | Alemanha       | –             | 0             | –             | 3             | –             | –             | 3             |
| 28            | Diane Szmiett           | Canadá         | –             | –             | 3             | –             | –             | –             | 3             |
| 29            | Oksana Gozeva           | Rússia         | –             | 0             | –             | 0             | –             | –             | 0             |
| 30            | Joshi Helgesson         | Suécia         | –             | –             | –             | –             | 0             | 0             | 0             |
| 31            | Gwendoline Didier       | França         | 0             | –             | –             | –             | –             | –             | 0             |
| 32            | Beatrisa Liang          | Estados Unidos | –             | –             | 0             | –             | –             | –             | 0             |
| 33            | Shoko Ishikawa          | Japão          | –             | –             | –             | 0             | –             | –             | 0             |
| 34            | Katarina Gerboldt       | Rússia         | –             | 0             | –             | –             | –             | –             | 0             |
| 35            | Anna Jurkiewicz         | Polônia        | 0             | –             | –             | –             | –             | –             | 0             |
| 36            | Susanna Pöykiö          | Finlândia      | –             | –             | –             | –             | 0             | –             | 0             |
| 37            | Geng Bingwa             | China          | –             | –             | 0             | –             | –             | –             | 0             |
| 38            | Becky Bereswill         | Estados Unidos | –             | –             | –             | 0             | –             | –             | 0             |
| 39            | Tugba Karademir         | Turquia        | –             | –             | –             | –             | 0             | –             | 0             |
| 40            | Anastasia Gimazetdinova | Uzbequistão    | –             | 0             | –             | –             | –             | –             | 0             |
| 41            | Xu Binshu               | China          | –             | –             | 0             | –             | –             | –             | 0             |
| 41            | Sarah Meier             | Suíça          | –             | –             | –             | 0             | –             | –             | 0             |

### Duplas
| Classificação | Classificação                                 | Classificação  | Classificação | Classificação | Classificação | Classificação | Classificação | Classificação | Classificação |
| Pos.          | Nome                                          | Nacionalidade  | FRA           | RUS           | CHN           | JPN           | USA           | CAN           | Total         |
| ------------- | --------------------------------------------- | -------------- | ------------- | ------------- | ------------- | ------------- | ------------- | ------------- | ------------- |
| 1             | Shen Xue / Zhao Hongbo                        | China          | –             | –             | 15            | –             | 15            | –             | 30            |
| 2             | Pang Qing / Tong Jian                         | China          | –             | 15            | –             | 15            | –             | –             | 30            |
| 3             | Maria Mukhortova / Maxim Trankov              | Rússia         | 15            | –             | –             | –             | –             | 13            | 28            |
| 4             | Aliona Savchenko / Robin Szolkowy             | Alemanha       | 11            | –             | –             | –             | –             | 15            | 26            |
| 5             | Yuko Kavaguti / Alexander Smirnov             | Rússia         | –             | 13            | –             | 13            | –             | –             | 26            |
| 6             | Zhang Dan / Zhang Hao                         | China          | –             | –             | 13            | –             | 11            | –             | 24            |
| 7             | Jessica Dubé / Bryce Davison                  | Canadá         | 13            | –             | –             | –             | –             | 11            | 24            |
| 8             | Tatiana Volosozhar / Stanislav Morozov        | Ucrânia        | –             | –             | 11            | –             | 13            | –             | 24            |
| 9             | Keauna Mclaughlin / Rockne Brubaker           | Estados Unidos | –             | 11            | –             | –             | 9             | –             | 20            |
| 10            | Rena Inoue / John Baldwin                     | Estados Unidos | 9             | –             | –             | 11            | –             | –             | 20            |
| 11            | Caydee Denney / Jeremy Barrett                | Estados Unidos | –             | –             | –             | 9             | –             | 7             | 16            |
| 12            | Mylene Brodeur / John Mattatall               | Canadá         | –             | 5             | –             | 7             | –             | –             | 12            |
| 13            | Dong Huibo / Wu Yiming                        | China          | 5             | –             | 5             | –             | –             | –             | 10            |
| 14            | Anabelle Langlois / Cody Hay                  | Canadá         | –             | –             | –             | –             | –             | 9             | 9             |
| 15            | Meagan Duhamel / Craig Buntin                 | Canadá         | –             | –             | 9             | –             | 0             | –             | 9             |
| 16            | Vera Bazarova / Yuri Larionov                 | Rússia         | –             | 9             | –             | –             | –             | –             | 9             |
| 17            | Amanda Evora / Mark Ladwig                    | Estados Unidos | –             | –             | 0             | –             | 7             | –             | 7             |
| 18            | Lubov Iliushechkina / Nodari Maisuradze       | Rússia         | –             | –             | 7             | –             | –             | –             | 7             |
| 19            | Nicole Della Monica / Yannick Kocon           | Itália         | –             | 7             | –             | –             | –             | –             | 7             |
| 20            | Adeline Canac / Maximin Coia                  | França         | 7             | –             | –             | –             | –             | –             | 7             |
| 21            | Kirsten Moore-Towers / Dylan Moscovitch       | Canadá         | –             | –             | –             | –             | –             | 5             | 5             |
| 22            | Brooke Castile / Benjamin Okolski             | Estados Unidos | –             | –             | –             | –             | 5             | –             | 5             |
| 23            | Ksenia Krasilnikova / Konstantin Bezmaternikh | Rússia         | –             | –             | –             | 5             | –             | –             | 5             |
| 24            | Caitlin Yankowskas / John Coughlin            | Estados Unidos | –             | –             | –             | –             | –             | 0             | 0             |
| 25            | Anastasia Martiusheva / Alexei Rogonov        | Rússia         | –             | 0             | –             | –             | –             | –             | 0             |
| 26            | Marissa Castelli / Simon Shnapir              | Estados Unidos | 0             | –             | –             | –             | –             | –             | 0             |
| 27            | Stacey Kemp / David King                      | Reino Unido    | –             | –             | –             | –             | 0             | –             | 0             |
| 28            | Paige Lawrence / Rudi Swiegers                | Canadá         | –             | –             | –             | 0             | –             | –             | 0             |
| 29            | Vanessa James / Yannick Bonheur               | França         | 0             | –             | 0             | –             | –             | –             | 0             |
| 30            | Maria Sergejeva / Ilja Glebov                 | Estônia        | –             | 0             | –             | –             | –             | –             | 0             |
| 31            | Narumi Takahashi / Mervin Tran                | Japão          | –             | –             | –             | 0             | –             | –             | 0             |
| 32            | Ksenia Ozerova / Alexander Enbert             | Rússia         | –             | –             | –             | –             | –             | 0             | 0             |

### Dança no gelo
| Classificação | Classificação                           | Classificação    | Classificação | Classificação | Classificação | Classificação | Classificação | Classificação | Classificação |
| Pos.          | Nome                                    | Nacionalidade    | JPN           | CAN           | CHN           | USA           | RUS           | FRA           | Total         |
| ------------- | --------------------------------------- | ---------------- | ------------- | ------------- | ------------- | ------------- | ------------- | ------------- | ------------- |
| 1             | Meryl Davis / Charlie White             | Estados Unidos   | –             | 15            | –             | 15            | –             | –             | 30            |
| 2             | Tessa Virtue / Scott Moir               | Canadá           | 15            | –             | –             | –             | –             | 15            | 30            |
| 3             | Tanith Belbin / Benjamin Agosto         | Estados Unidos   | –             | –             | 15            | –             | 15            | –             | 30            |
| 4             | Nathalie Pechalat / Fabian Bourzat      | França           | 13            | –             | –             | –             | –             | 13            | 26            |
| 5             | Anna Cappellini / Luca Lanotte          | Itália           | –             | 13            | –             | –             | 13            | –             | 26            |
| 6             | Sinead Kerr / John Kerr                 | Reino Unido      | 11            | –             | –             | 13            | –             | –             | 24            |
| 7             | Jana Khokhlova / Sergei Novitski        | Rússia           | –             | –             | 13            | –             | 9             | –             | 22            |
| 8             | Vanessa Crone / Paul Poirier            | Canadá           | –             | 9             | –             | 11            | –             | –             | 20            |
| 9             | Alexandra Zaretski / Roman Zaretski     | Israel           | –             | –             | 7             | –             | 11            | –             | 18            |
| 10            | Ekaterina Rubleva / Ivan Shefer         | Rússia           | 7             | 11            | –             | –             | –             | –             | 18            |
| 11            | Ekaterina Bobrova / Dmitri Soloviev     | Rússia           | –             | –             | –             | 9             | –             | 9             | 18            |
| 12            | Kaitlyn Weaver / Andrew Poje            | Canadá           | –             | –             | 5             | –             | –             | 11            | 16            |
| 13            | Emily Samuelson / Evan Bates            | Estados Unidos   | 9             | –             | –             | –             | –             | 7             | 16            |
| 14            | Anna Zadorozhniuk / Sergei Verbillo     | Ucrânia          | –             | –             | 9             | 5             | –             | –             | 14            |
| 15            | Kimberly Navarro / Brent Bommentre      | Estados Unidos   | 5             | –             | –             | –             | 7             | –             | 12            |
| 16            | Federica Faiella / Massimo Scali        | Itália           | –             | –             | 11            | –             | –             | –             | 11            |
| 17            | Huang Xintong / Zheng Xun               | China            | –             | –             | 4             | 7             | –             | –             | 11            |
| 18            | Madison Chock / Greg Zuerlein           | Estados Unidos   | –             | –             | 3             | –             | 5             | –             | 8             |
| 19            | Madison Hubbell / Keiffer Hubbell       | Estados Unidos   | 3             | –             | –             | –             | –             | 5             | 8             |
| 20            | Kristina Gorshkova / Vitali Butikov     | Rússia           | 4             | –             | –             | –             | 4             | –             | 8             |
| 21            | Anastasia Platonova / Alexander Grachev | Rússia           | –             | 7             | –             | –             | –             | –             | 7             |
| 22            | Ekaterina Riazanova / Ilia Tkachenko    | Rússia           | –             | 5             | –             | –             | –             | –             | 5             |
| 23            | Lucie Myslivečková / Matěj Novák        | República Tcheca | –             | 4             | –             | 0             | –             | –             | 4             |
| 24            | Carolina Hermann / Daniel Hermann       | Alemanha         | –             | 0             | –             | –             | –             | 4             | 4             |
| 25            | Cathy Reed / Chris Reed                 | Japão            | –             | –             | –             | 4             | –             | –             | 4             |
| 26            | Katherine Copely / Deividas Stagniunas  | Lituânia         | –             | 3             | –             | –             | –             | –             | 3             |
| 27            | Allie Hann-McCurdy / Michael Coreno     | Canadá           | –             | –             | –             | 3             | –             | –             | 3             |
| 28            | Caitlin Mallory / Kristjan Rand         | Estônia          | –             | –             | –             | –             | 3             | –             | 3             |
| 29            | Andrea Chong / Guillaume Gfeller        | Canadá           | –             | –             | –             | –             | –             | 3             | 3             |
| 30            | Zoe Blanc / Pierre-loup Bouquet         | França           | 0             | –             | –             | –             | 0             | –             | 0             |
| 31            | Yu Xiaoyang / Wang Chen                 | China            | –             | –             | 0             | –             | 0             | –             | 0             |
| 32            | Pernelle Carron / Lloyd Jones           | França           | 0             | –             | –             | –             | –             | –             | 0             |
| 33            | Jane Summersett / Todd Gilles           | Estados Unidos   | –             | –             | –             | 0             | –             | –             | 0             |